# Pilellus rugipellis
Pilellus rugipellis är en spindeldjursart som beskrevs av Lee och Hunter 1974. Pilellus rugipellis ingår i släktet Pilellus och familjen Ologamasidae. Inga underarter finns listade i Catalogue of Life.